# Lars Dahlgren (företagsledare)
Lars Dahlgren, född 1970, är en svensk civilekonom och företagsledare.
Dahlgren tillträdde som verkställande direktör och koncernchef för Swedish Match den 1 juni 2008. Dessförinnan var han företagets finanschef.
Han anställdes på Swedish Match 1996 efter examen från Handelshögskolan i Stockholm och arbete som aktieanalytiker under ett knappt år. År 2004 blev han finanschef och medlem av koncernledningen.
Dahlgren är uppvuxen i Danderyd.